# Phytodietus ornatus
Phytodietus ornatus är en stekelart som beskrevs av Desvignes 1856. Phytodietus ornatus ingår i släktet Phytodietus och familjen brokparasitsteklar. Arten är reproducerande i Sverige. Inga underarter finns listade i Catalogue of Life.